# 樺崎寺
樺崎寺（かばさきじ）は、栃木県足利市樺崎町にあった足利氏ゆかりの寺院である。寺跡は2001年（平成13年）1月、国の史跡に指定された。

## 歴史
樺崎寺跡は足利市街地の北東の樺崎町にある。この寺は鎌倉時代初期に源姓足利氏第2代の足利義兼によって創建された。足利市の鑁阿寺に伝わる「鑁阿寺樺崎縁起并仏事次第」（室町時代の成立）によると、文治5年（1189年）、義兼が奥州合戦の戦勝を祈願して土地を寄進し、伊豆走湯山の理真朗安を開山として創建されたという。義兼は建久6年（1195年）に出家し、正治元年（1199年）に没した。樺崎寺には義兼の廟所が作られ、赤御堂と称された。以後、当寺は足利氏の菩提寺となっている。
戦国時代になって足利氏が力を失うと樺崎寺も衰退し荒廃する。江戸時代に足利氏の末裔を称する喜連川氏によって跡地に八幡宮などが再建されたが、明治初年の神仏分離令により寺は廃され、境内にあった八幡宮のみが残っている。

## 寺域
旧境内域の一部には樺崎八幡宮が現在も残る。1984年（昭和59年）からの発掘調査が行われた。旧境内は西側の八幡山を背にし、東を正面として伽藍が営まれていた。山麓には前述の廟所（赤御堂）のほか、多宝塔などがあった。これらの東側には大日如来を安置する下御堂または法界寺と号する堂宇があり、浄土式庭園が築かれていた。

## 関連文化財
以下の2像は日本彫刻史研究者の山本勉によって調査・紹介されたもので、いずれも運慶の作と推定され、樺崎寺所縁の像とされている。
- 厨子入木造大日如来坐像（足利市・光得寺所蔵、重要文化財）
樺崎八幡宮に伝わった像で、明治の神仏分離の際に近くの光得寺に移された。「鑁阿寺樺崎縁起并仏事次第」に記される「三尺七寸厨子 金剛界大日并三十七尊像」に該当するものと推定されている。厨子も当初のもので、厨子内面に取り付けた仏・菩薩の小像（現存28体）とともに金剛界曼荼羅成身会（じょうじんね）の三十七尊を表したものである[3]。
- 木造大日如来坐像　（東京・真如苑真澄寺所蔵、重要文化財　：　千代田区一番町　真澄寺別院 友心院で公開
もと個人の所蔵だった仏像で、伝来不詳であるが、「鑁阿寺樺崎縁起并仏事次第」に記される、下御堂の「三尺皆金色金剛界大日如来像」に該当するものと考証されている。同縁起によれば、本像の厨子（現存しない）には建久4年（1193年）の年紀があった[4]。